# 屈辱

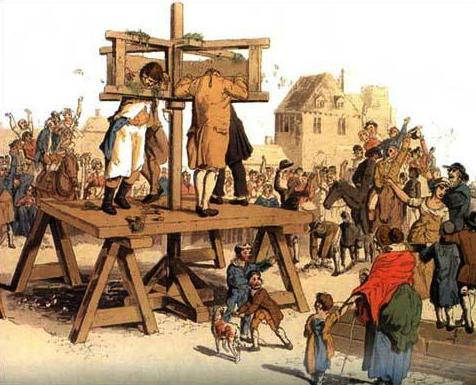
ピローリー、イギリスの衣装（1805）から

屈辱（くつじょく、英：Humiliation）は、力ずくによってまたは自発的に社会的地位が低下していく様を人が感じる感情。プライドの卑劣さであり、謙虚さ、卑劣さや服従に陥ったりする状態につながる。
脅迫、肉体的または精神的な虐待または欺瞞によって、あるいは人が社会的または法的に容認できない行為をしたことが明らかになった場合の恥ずかしさによってもたらされる。これに対し謙虚に解除強調する自我を手段として単独で求めることができるため、屈辱は直接的でそれを喜んでいる他人（複数可）を伴う必要がある。

## 罰と尋問の戦術

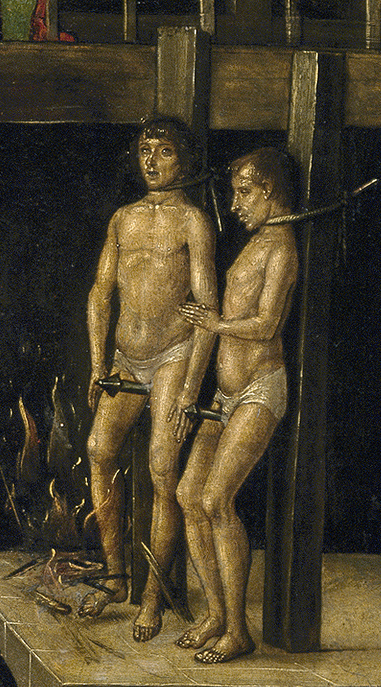
非三位一体カタリに絡んで燃焼されるアウト・デ・フェ（C。1495、と鉄環絞首刑とファルスは）、主宰サンドミニクによってパネルに、油ペドロ・ベルギート。

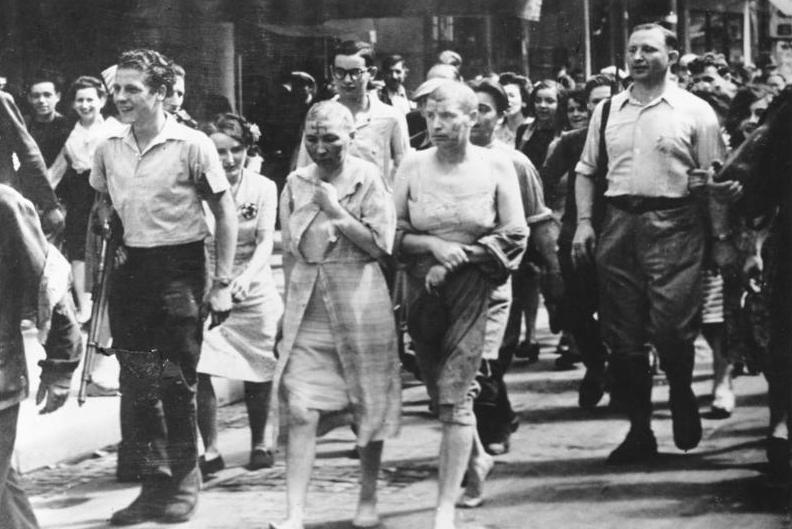
パリ1944年：ナチスとの協力で告発された女性は、裸足で通りをパレードにだされ、髪を剃られ、顔に卍の焼け跡があります

## より広い人間の視点

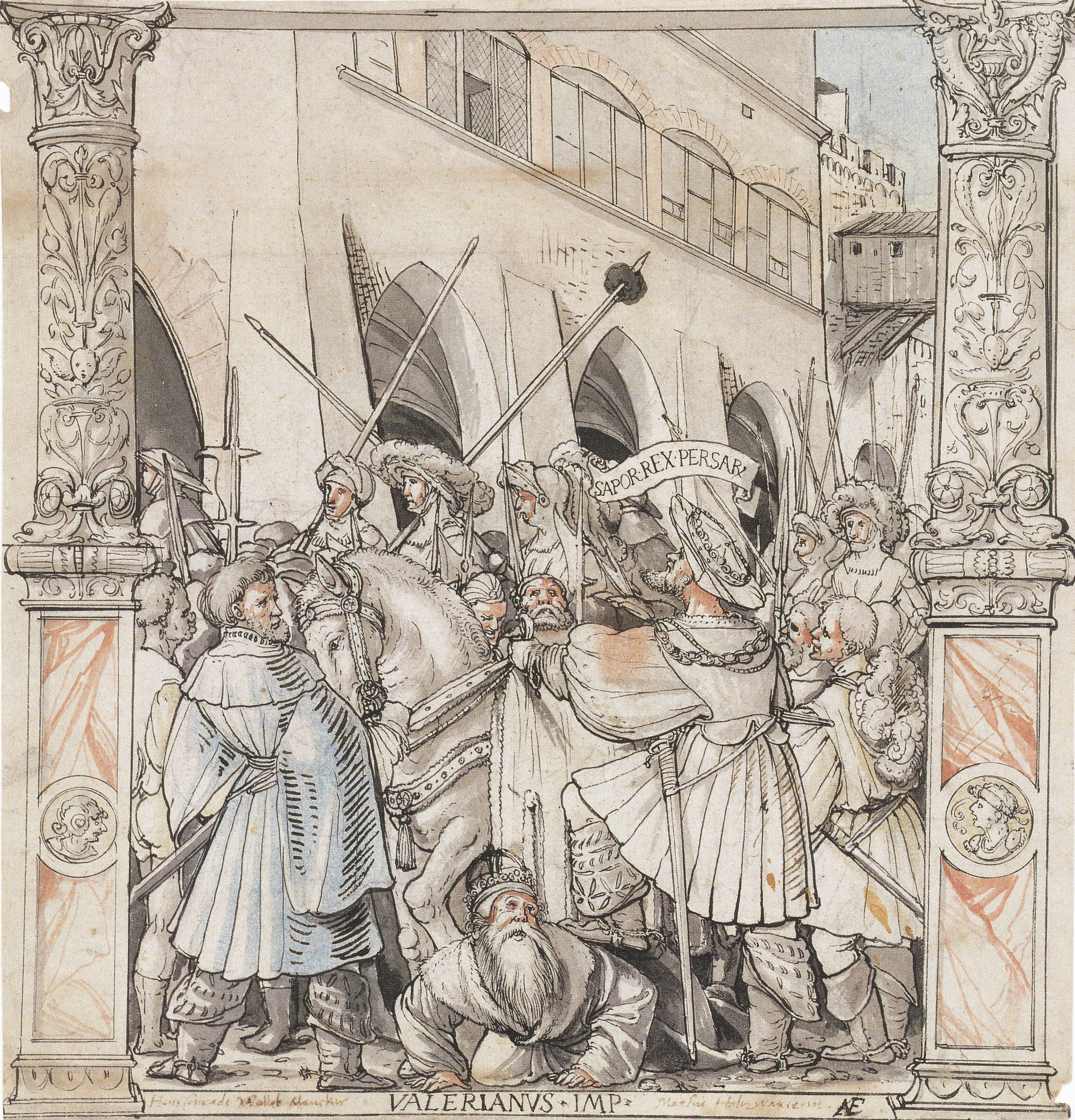
シャプールによるバレリアヌス皇帝の屈辱、ハンス・ホルバイン・ザ・ヤンガーによるペルシャの王。